# Heinz Untermann

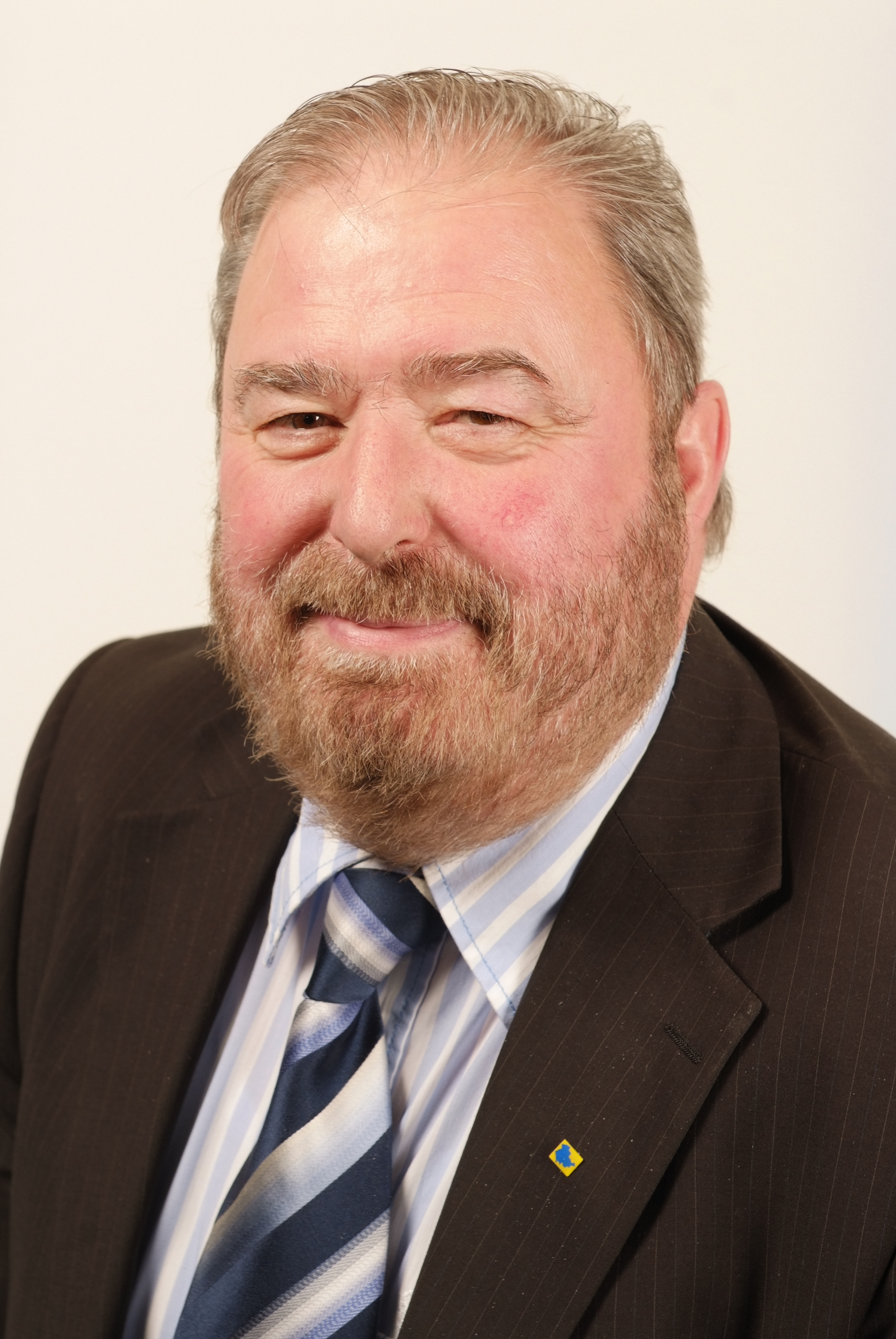
Heinz Untermann (2011)

Heinz Untermann (* 28. April 1948 in Vippachedelhausen; † 2. April 2018 in Sömmerda) war ein deutscher Politiker (FDP) und von 2009 bis 2014 Mitglied des Thüringer Landtags.

## Werdegang
Untermann trat 1967 der LDPD bei. Er gehörte seit 1975 dem Gemeinderat seines Wohnortes Großneuhausen an, wo er zeitweise stellvertretender Bürgermeister war. 
Im Jahr 2000 wurde Untermann Kreisvorsitzender der FDP im Landkreis Sömmerda und war dort seit 2004 FDP-Fraktionsvorsitzender im Kreistag. Er war Mitglied des Landesvorstandes der FDP Thüringen. Als bei der Landtagswahl in Thüringen 2009 der FDP nach 15 Jahren die Rückkehr ins Landesparlament gelang, wurde Untermann auf Platz 6 der Landesliste in den Landtag gewählt. Dort war er Mitglied des Petitionsausschusses und der Strafvollzugskommission. Bei der Landtagswahl 2014 schied die FDP wieder aus dem Landtag aus, wodurch auch Untermann, der erneut auf Platz 6 der FDP-Landesliste kandidiert hatte, sein Mandat verlor. Seit 2017 war er Ehrenvorsitzender des FDP-Kreisverbandes Sömmerda.
Heinz Untermann war selbstständiger Gastwirt in Sömmerda. Er war verwitwet und Vater von zwei Töchtern.